# Labeo aff. mesops
Labeo aff. mesops là một loài cá vây tia thuộc họ Cyprinidae.
Loài này chỉ có ở Kenya. Môi trường sống tự nhiên của chúng là sông ngòi.